# Arques-la-Bataille
Arques-la-Bataille är en kommun i departementet Seine-Maritime i regionen Normandie i norra Frankrike. Kommunen ligger i kantonen Offranville som tillhör arrondissementet Dieppe. År 2022 hade Arques-la-Bataille 2 433 invånare.

## Befolkningsutveckling
Antalet invånare i kommunen Arques-la-Bataille
| Referens: INSEE |